# Баунт (селище)
Баунт (рос. Баунт) — селище Баунтовського евенкійського району, Бурятії Росії. Входить до складу Сільського поселення Ципіканське.
Населення — 33 особи (2015 рік).